# Pawieł Wojłosznikow (olimpijczyk)
Pawieł Iwanowicz Wojłosznikow (ros. Павел Иванович Войлошников; ur. 10 stycznia 1879 we wsi Cagan-Ołuj, zm. 19 listopada 1938 roku w Irkucku) — rosyjski strzelec sportowy, medalista olimpijski, ofiara Wielkiego Terroru.
W 1912 roku wziął udział w Letnich Igrzyskach Olimpijskich w Sztokholmie. Uczestniczył w konkurencjach strzeleckich: zawodach pistoletu dowolnego (50 m) indywidualnie i drużynowo oraz zawodach pistoletu pojedynkowego (30 m) również indywidualnie i drużynowo, w tej ostatniej konkurencji zdobywając srebrny medal.
W latach 30. XX wieku pracował jako kreślarz. 15 listopada 1937 roku został aresztowany, a nieco ponad rok później rozstrzelany. 20 września 1957 roku został formalnie zrehabilitowany postanowieniem trybunału wojskowego woroneskiego okręgu wojskowego.